# Sport Club do Recife
Maillots
Actualités
Le Sport Club do Recife est un club brésilien de football basé à Recife dans l'État du Pernambouc.

## Histoire
Le Sport Club do Recife est fondé le 13 mai 1905, le club dispute son premier match contre les English Eleven, une équipe fondée par des immigrés anglais. En 1915, Sport Club participe pour la première fois au championnat d'État, le Campeonato Pernambucano. Lors de la finale du 16 décembre 1916, le Sport Club do Recife bat son rival local du Santa Cruz FC 4 à 1 et remporte ainsi le championnat provincial pour la première fois.
En 1987, Sport Recife, sous la direction de l'entraîneur Émerson Leão, a remporté le championnat national, le Campeonato Brasileiro, pour la seule fois jusqu'à présent. Cette victoire qualifie le club à la Copa Libertadores, mais il a été éliminé en tant que troisième d'un groupe avec Guarani FC et les Péruviens d'Alianza Lima et Universitario Lima. 
Dans les années 90, l'équipe ne brille guère, il faut attendre 2008 quand elle remporte le titre de champion d'État de Pernambuco pour la troisième fois consécutivement et se maintient avec la 11e place en Série A, et surtout remporte la Copa do Brasil. Lors du match aller de la finale, le Sport Recife s'est incliné 3 à 1 chez les Corinthians devant une foule record de 63 871 spectateurs au stade Morumbi de Sao Paulo. Le but inscrit en fin de rencontre valait son pesant d'or, puisqu'une victoire 2 à 0 au match retour a suffi à l'équipe de Recife pour soulever le trophée grâce à la règle des buts marqués à l'extérieur. Le Sport Recife est le premier club du nord-est du pays à remporter cette compétition, et se qualifie pour la Copa Libertadores pour la deuxième fois.
Malheureusement la saison suivante en 2009, avec une dernière place, le club est relégué. En 2011, l'équipe a réussi à être promue dans la première ligue brésilienne. Lors de la saison 2012, cependant, le club termine 17e et refait le chemin inverse pour une saison. Elle se retrouve ensuite souvent en fin de classement et retournera en Serie B en 2019, pour refaire un aller retour et retrouver la Serie B en 2022.

### Rivalité
Le Sport Club do Recife entretient une rivalité avec une autre équipe de la ville, à savoir l'América-PE. Le match entre les deux équipes est appelé le « Clásico de Campeones ».

## Palmarès
- Championnat du Brésil (1) 
  - Champion : 1987

- Coupe du Brésil (1) 
  - Vainqueur : 2008
  - Finaliste : 1989

- Championnat du Brésil de deuxième division (1) 
  - Champion : 1990
  - Vice-champion : 2006

- Championnat de l'État du Pernambouc (44) 
  - Champion : 1916, 1917, 1920, 1923, 1924, 1925, 1928, 1938, 1941, 1942, 1943, 1948, 1949, 1953, 1955, 1956, 1958, 1961, 1962, 1975, 1977, 1980, 1981, 1982, 1988, 1991, 1992, 1994, 1996, 1997, 1998, 1999, 2000, 2003, 2006, 2007, 2008, 2009, 2010, 2014, 2017, 2019, 2023, 2024

- Coupe des champions
  - Finaliste : 2000

## Joueurs et personnalités du club

### Entraîneurs
- 2005 :  Adílson

### Joueurs

#### Joueurs sélectionnés en équipe du Brésil
- Ademir
- Vavá
- Émerson Leão
- Juninho
- Marcelinho
- Éder
- Manga
- Rildo
- Dario
- Leomar
- Zequinha
- Almir Pernambuquinho
- Givanildo
- Leonardo
- Carlos Alberto Barboza
- Roberto Coração de Leão
- Betão
- Adriano
- Jackson
- Bosco
- Ciro
- Bria
- Traçaia
- Zé Maria (pt)
- Elcy
- Biro Biro
- Robertinho
- Luciano Veloso
- Dinho
- Paulo Vítor
- Bosco goleiro
- Adriano Teixeira
- Cicinho
- Assis Paraíba
- Durval
- Mazinho
- Russo